# 1895 في المملكة المتحدة
فيما يلي قوائم الأحداث التي وقعت خلال عام 1895 في المملكة المتحدة.

## سياسة

### تعيين في المنصب
- 22 يونيو – أرشيبالد بريمروز زعيم معارضة.
- 25 يونيو – روبرت سيسل رئيس وزراء المملكة المتحدة،وزير الدولة للشؤون الخارجية وشؤون الكومنولث [الإنجليزية]‏.

### انتهاء فترة المنصب
- 21 يونيو – جورج تريفليان وزير الدولة لشؤون اسكتلندا [الإنجليزية]‏.
- 21 يونيو – هنري كامبل بانرمان وزير الدولة لشؤون الحرب [الإنجليزية]‏.
- 22 يونيو – أرشيبالد بريمروز رئيس وزراء المملكة المتحدة.
- 22 يونيو – روبرت سيسل زعيم معارضة.
- 25 يونيو – هربرت أسكويث وزير الدولة للشؤون الداخلية [الإنجليزية]‏.

## رياضة
- 1 يناير – بطولة ويمبلدون 1895

## ظهور
- 1 يناير – آلة الزمن كتاب من تأليف هربرت جورج ويلز.

## كتب
من الكتب التي صدرت هذه السنة في المملكة المتحدة:
- 1 يناير – آلة الزمن من تأليف هربرت جورج ويلز.
- 1 يناير – جود الغامض من تأليف توماس هاردي.

## مواليد

### يناير
- 1 يناير – ديك جونسون لاعب كرة قدم إنجليزي.
- 5 يناير – أي إدوارد ساذرلاند[1]

### مارس
- 15 مارس – هاري أبوت لاعب كرة قدم.

### أبريل
- 3 أبريل – جون سبيت درّاج طريق من المملكة المتحدة.
- 25 أبريل – ستانلي روس لاعب كرة قدم إنجليزي.[2]

### مايو
- 20 مايو – ريجنالد ميتشيل[3]
- 22 مايو – فيليس كوفيل لاعبة كرة مضرب بريطانية.

### يونيو
- 2 يونيو – وليم غاي كار[4]
- 5 يونيو – ويلفريد كلارك[5]

### يوليو
- 24 يوليو – روبرت جريفز[6]

### أغسطس
- 8 أغسطس – هنري وايت لاعب كرة قدم إنجليزي.

### سبتمبر
- 20 سبتمبر – تومي لوكاس لاعب كرة قدم إنجليزي.

### نوفمبر
- 1 نوفمبر – دايفيد جونز[7]

### ديسمبر
- 2 ديسمبر – هارييت كوهين موسيقية بريطانية.[8]
- 14 ديسمبر – جورج السادس ملك المملكة المتحدة والد الملكة اليزابيث.[9]

## وفيات

### يناير
- 26 يناير – آرثر كيلي (مواليد 1821)[10]

### فبراير
- 4 فبراير – توماس كيركمان (مواليد 1806)

### مارس
- 5 مارس – هنري رولنسون (مواليد 1810) سياسي بريطاني.[11]
- 10 مارس – تشارلز فريدريك وورث (مواليد 1825) مصمم أزياء من المملكة المتحدة.[12]
- 30 مارس – بوشامب سيمور (مواليد 1821) سياسي من المملكة المتحدة.

### مايو
- 4 مايو – هنري كارتر (مواليد 1813)
- 31 مايو – إميلي فيثفول (مواليد 1835)[13]

### يونيو
- 29 يونيو – توماس هنري هكسلي (مواليد 1825)[14]

### ديسمبر
- 23 ديسمبر – جون راسل هند (مواليد 1823) عالم فلك من المملكة المتحدة.[15]